# Sollicitatieverlof
Sollicitatieverlof is verlof om een nieuwe baan te zoeken en te solliciteren tijdens de opzeggingstermijn van een werknemer, nadat hij ontslagen is of zijn ontslag heeft genomen.
In België hebben werknemers (zowel arbeiders als bedienden) recht op een dag of twee halve dagen sollicitatieverlof per week tijdens de laatste 26 weken van de opzeggingstermijn en een halve dag per week tijdens de periode voorafgaand aan de laatste 26 weken. Wie outplacementbegeleiding geniet, heeft recht op een dag of twee halve dagen gedurende de volledige opzeggingstermijn. Dit is zo geregeld sinds 1 januari 2014. Voor 2014 bestond er een onderscheid tussen lagere en hogere bedienden.